# Anton Spetzler (Politiker)
Anton Spetzler (* 11. November 1869 in Altona; † 16. März 1934 in Stolpmünde) war ein deutscher Politiker (DVP).

## Leben und Wirken
Nach dem Besuch der Volksschule, des Gymnasiums zu Bochum und des Progymnasiums in Eckernförde absolvierte Spetzler von 1886 bis 1889 eine landwirtschaftliche Lehre. Anschließend durchlief er eine Kaufmannslehre in der Landwirtschaft. Ergänzend dazu besuchte er die Landwirtschaftsschule in Kappeln an der Schlei im Kreis Schleswig. Später besuchte er einen Ausbildungskursus für Amts- und Gemeindevorstehergeschäfte und war zur Einarbeitung auf dem Landratsamt Eckernförde ein halbes Jahr tätig. Danach arbeitete er einige Jahre lang als landwirtschaftlicher Beamter und war auch einige Jahre in kaufmännischen Betrieben tätig.
Später machte Spetzler sich als Landwirt, Bauernhofbesitzer und Kleingrundbesitzer in den Provinzen Posen und Westpreußen selbständig. Im Kaiserreich übernahm Spetzler zudem eine Reihe öffentlicher Ämter, besonders in Westpreußen. Er wurde Mitglied einer Anzahl wirtschaftlicher Vereinigungen und Vereine, so Vorsitzender des Haus- und Grundbesitzervereins in Oliva und des dortigen Gartenbau- und Kleintierzuchtvereins. Ferner wurde er 2. Vorsitzender des Provinzialverbandes westpreußischer Rasseziegenzüchter in Danzig. Außerdem wurde er Bauernrat der Gemeinde Oliva, Mitglied des Kreisbauern- und des Landarbeiterrats des Kreises Danzig Höhe. Im Vorstand dieses Vereins übernahm er auch die Schriftführerschaft. Während des Ersten Weltkrieges betätigte Spetzler sich im ehrenamtlichen Hilfsdienst der Gemeinde Oliva. Dort war er mit der Lebensmittelversorgung, der Leitung der Ortskohlenstelle und der Kriegsfürsorgehilfe betraut.
Nachdem er sich im Kaiserreich in der Nationalliberalen Partei betätigt hatte, trat Spetzler um 1919 in die Deutsche Volkspartei (DVP) ein und wurde Mitglied des Provinzialvorstandes der Partei und Vorsitzender der Ortsgruppe der Volkspartei in Oliva.  
Im Sommer 1919 erwarb er einen Bauernhof in Schmaatz (Klinkenberg) bei Stolp in Pommern. Bei der ersten Reichstagswahl der Weimarer Republik im Juli 1920 wurde Spetzler als Kandidat der DVP für den Wahlkreis 6 (Pommern) in den Reichstag gewählt, dem er bis zur Wahl vom Mai 1924 angehörte.
Daneben veröffentlichte Spetzler eine Reihe von Artikeln über Fragen der Landwirtschaft, des Haus- und Grundbesitzes sowie der Arbeiterfragen.